# Scabiosa colchica
Scabiosa colchica är en tvåhjärtbladig växtart som beskrevs av John Stevenson. Scabiosa colchica ingår i släktet fältväddar, och familjen Dipsacaceae. Inga underarter finns listade i Catalogue of Life.

## Bildgalleri

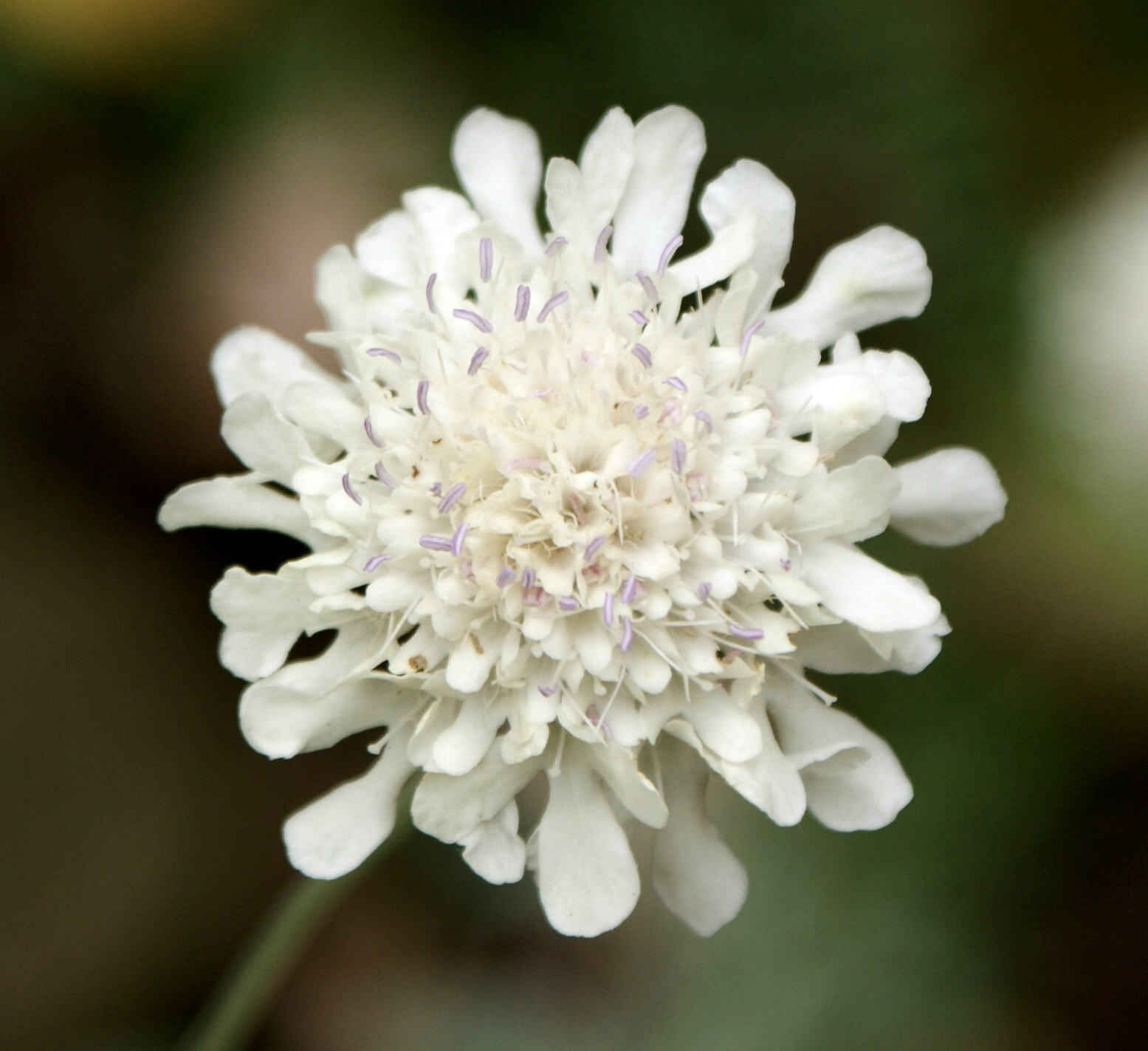